# Episodi di Der Anwalt (prima stagione)
La prima stagione della serie televisiva Der Anwalt è stata trasmessa in anteprima in Germania dalla ZDF tra il 1º aprile 1976 e l'8 luglio 1976.
| nº | Titolo originale    | Titolo italiano | Prima TV Germania | Prima TV Italia |
| -- | ------------------- | --------------- | ----------------- | --------------- |
| 1  | Hausbesetzung       | inedito         | 1º aprile 1976    | inedito         |
| 2  | Lebenslänglich      | inedito         | 8 aprile 1976     | inedito         |
| 3  | Das Café            | inedito         | 15 aprile 1976    | inedito         |
| 4  | Ein Rocker          | inedito         | 22 aprile 1976    | inedito         |
| 5  | Die Operation       | inedito         | 29 aprile 1976    | inedito         |
| 6  | Numerus clausus     | inedito         | 6 maggio 1976     | inedito         |
| 7  | Desertiert          | inedito         | 13 maggio 1976    | inedito         |
| 8  | Spionage            | inedito         | 20 maggio 1976    | inedito         |
| 9  | Rückfällig          | inedito         | 3 giugno 1976     | inedito         |
| 10 | Dreckiger Ausländer | inedito         | 10 giugno 1976    | inedito         |
| 11 | Ein Büschel Haare   | inedito         | 24 giugno 1976    | inedito         |
| 12 | Widerstand          | inedito         | 1º luglio 1976    | inedito         |
| 13 | Tausend Mark        | inedito         | 8 luglio 1976     | inedito         |